# Cantonul Le Croisic
Cantonul Le Croisic este un canton din arondismentul Saint-Nazaire, departamentul Loire-Atlantique, regiunea Pays de la Loire, Franța.

## Comune
- Batz-sur-Mer
- Le Croisic (reședință)
- Le Pouliguen